# 아암대로
아암대로(兒岩大路, Aam-daero)는 인천광역시 미추홀구 숭의동 능안삼거리와 남동구 논현동 소래대교 북단을 잇는 인천광역시의 도로이다.

## 개요
이 도로는 인천광역시 남측 해안을 경계선으로 따라 이어지는 도로이며 1994년에 송도국제도시 매립 공사 발표에 따라 송도국제도시와 인천 본토를 경계선으로 하는 도로 가운데 하나이다. 송도해안도로에서 제3경인고속화도로 고잔 영업소로 연결된다. 2017년 8월 10일에 옹암지하차도가 개통되었고, 2018년 1월 19일에 옹암 교차로가 전면 개통되었다..
송도 나들목에서 고잔 요금소까지의 중앙 왕복 6차선 구간은 제2경인고속도로와 제3경인고속화도로를 연결해 주기 때문에 사실상 자동차 전용도로의 역할을 한다.

## 연혁
- 2009년 7월 13일 : 2개 이상 군·구에 걸쳐 있는 도로로 아암대로를 고시[3]

## 주요 경유지
인천광역시

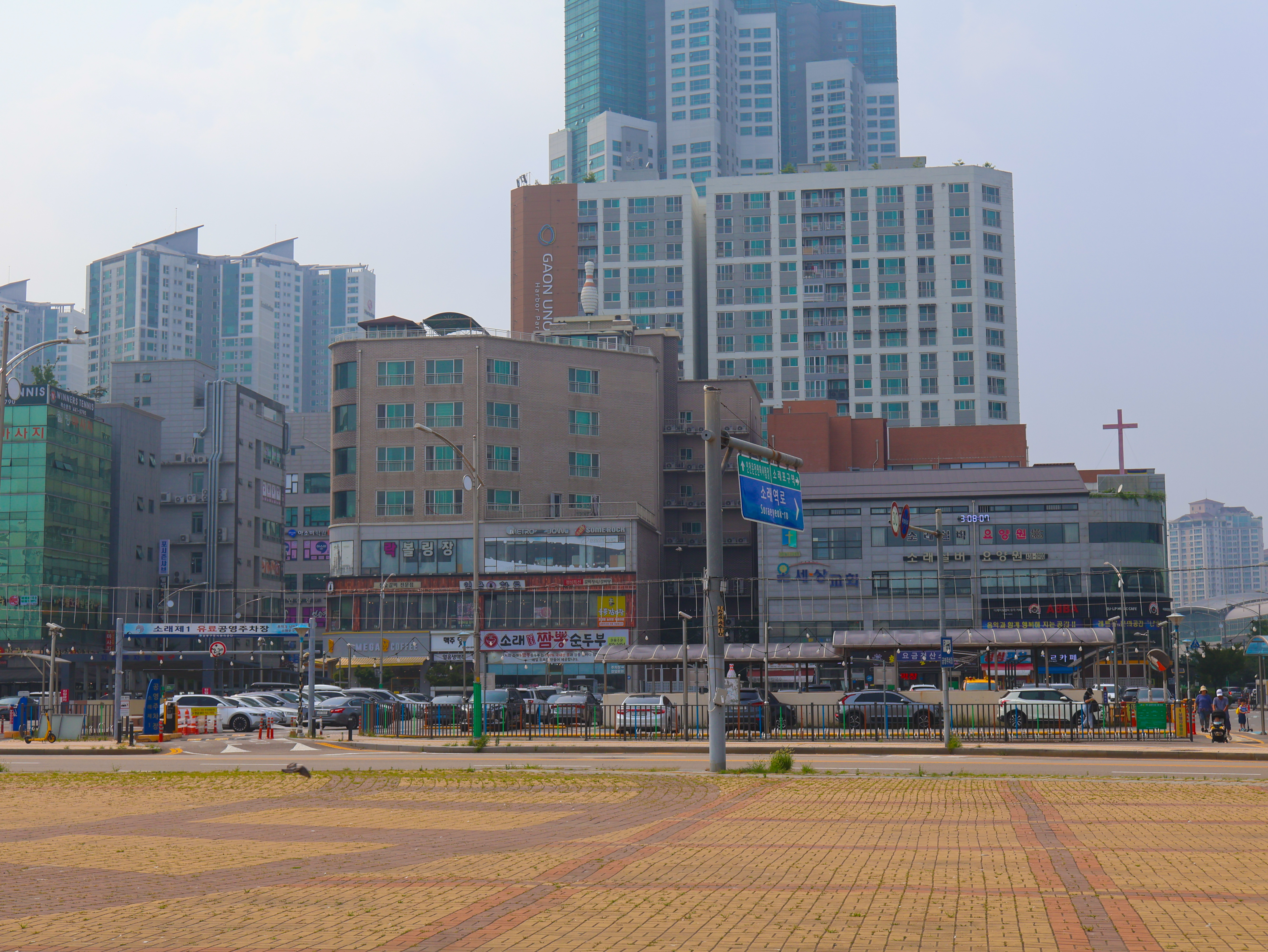
인천광역시 남동구 논현동 소재 소래포구 해오름광장

- 미추홀구 (숭의동 · 용현동 · 학익동) - 연수구 (옥련동 · 동춘동 · 송도동) - 남동구 (고잔동 · 논현동)

## 노선
전 구간 국도 제77호선과 국가지원지방도 제84호선, 국가지원지방도 제98호선에 속하므로 이 노선들에 대한 별도 표기는 생략한다.
| 이름                                              | 접속 노선                                                                                         | 소재지     | 소재지   | 비고                                      |
| ------------------------------------------------- | ------------------------------------------------------------------------------------------------- | ---------- | -------- | ----------------------------------------- |
| 능안삼거리 (숭의역)                               | 국도 제77호선 국가지원지방도 제84호선 국가지원지방도 제98호선 (제물량로) 인주대로 서해대로410번길 | 인천광역시 | 미추홀구 |                                           |
| 인천 나들목 (인하대병원사거리) (고속종점지하차도) | 인천광역시도 제65호선 (인천대로) 용오로 인항로 아암대로45번길                                     | 인천광역시 | 미추홀구 |                                           |
| 낙섬사거리                                        | 매소홀로                                                                                          | 인천광역시 | 미추홀구 |                                           |
| 능해 나들목 (제2경인시점 교차로) (능해고가교)     | 제2경인고속도로 축항대로                                                                          | 인천광역시 | 미추홀구 |                                           |
| 정비단지입구삼거리                                | 아암대로253번길                                                                                   | 인천광역시 | 미추홀구 |                                           |
| 옹암 교차로 (옹암지하차도)                        | 능허대로 비류대로 서해대로94번길                                                                  | 인천광역시 | 연수구   |                                           |
| 옥련 나들목                                       | 제2경인고속도로                                                                                   | 인천광역시 | 연수구   | 소래 방면 진입 불가 남인천 방면 진출 불가 |
| 교차로 명칭 미상                                  | 국제항만대로 한나루로                                                                             | 인천광역시 | 연수구   |                                           |
| 아암도해안공원                                    |                                                                                                   | 인천광역시 | 연수구   |                                           |
| 컨벤시아교 교차로                                 | 아트센터대로 앵고개로                                                                             | 인천광역시 | 연수구   |                                           |
| 송도 나들목                                       | 제2경인고속도로                                                                                   | 인천광역시 | 연수구   | 소래 방면 진출 불가 남인천 방면 진입 불가 |
| (동춘지하차도)                                    | 미추홀대로 컨벤시아대로                                                                           | 인천광역시 | 연수구   |                                           |
| 외암도사거리 (송도지하차도)                       | 경원대로 송도국제대로                                                                             | 인천광역시 | 연수구   |                                           |
| (이름 없음)                                       | 지방도 제330호선 (제3경인고속화도로)                                                              | 인천광역시 | 남동구   | 소래 방면 진입 불가 남인천 방면 진출 불가 |
| 외암사거리 (고잔지하차도)                         | 남동대로 송도바이오대로                                                                           | 인천광역시 | 남동구   |                                           |
| (이름 없음)                                       | 지방도 제330호선 (제3경인고속화도로)                                                              | 인천광역시 | 남동구   | 소래 방면 진출 불가 남인천 방면 진입 불가 |
| (해안지하차도)                                    | 인천신항대로 호구포로                                                                             | 인천광역시 | 남동구   |                                           |
| (이름 없음)                                       | 지방도 제330호선 (제3경인고속화도로)                                                              | 인천광역시 | 남동구   | 소래 방면 진입 불가 남인천 방면 진출 불가 |
| (이름 없음)                                       | 논현고잔로                                                                                        | 인천광역시 | 남동구   |                                           |
| 아암1교 아암2교                                   |                                                                                                   | 인천광역시 | 남동구   |                                           |
| 소래역사관                                        | 소래역로                                                                                          | 인천광역시 | 남동구   |                                           |
| 소래포구                                          |                                                                                                   | 인천광역시 | 남동구   |                                           |
| 소래대교 북단                                     | 국도 제77호선 국가지원지방도 제84호선 국가지원지방도 제98호선 (소래로)                            | 인천광역시 | 남동구   |                                           |

## 주요 건물 및 시설
- CJ제일제당 인천1공장 (인천광역시 중구 아암대로 20)
- 한국전력공사 제물포지사 (인천광역시 중구 아암대로 80)
- 인천지방조달청 (인천광역시 중구 아암대로 90)
- 인천운전면허시험장 (인천광역시 남동구 아암대로 1247)
- 소래역사관 (인천광역시 남동구 아암대로 1605)